# Bandeira de Vitória (Espírito Santo)
A Bandeira de Vitória é um dos símbolos oficiais do município brasileiro supracitado, capital do estado do Espírito Santo.
Constitui-se do brasão municipal posicionado ao centro de um retângulo branco, sendo que ambos os símbolos foram criados pela Lei Municipal n.º 2.555, de 26 de maio de 1978.